# Johan Forsman
Johan Forsman Löwenström, född 15 juni 1968, är en svensk skivproducent, inspelningstekniker och musiker. Han är känd för att ha producerat artister och grupper som Håkan Hellström, The Soundtrack of Our Lives, Weeping Willows och Caesars.